# 西貝村
西貝村（にしかいむら）は静岡県の西部、山名郡・磐田郡に属していた村である。現在の磐田市中心部に東接する今之浦川左岸の地域にあたる。

## 地理
- 河川 ：今之浦川

## 歴史
- 1889年（明治22年）4月1日 - 町村制の施行により、山名郡西貝塚村（大部分）、上南田村、西ノ島村、磐田郡見附宿（一部）が合併して山名郡西貝村が発足。
- 1896年（明治29年）4月1日 - 郡制の施行により所属郡が磐田郡に変更。
- 1940年（昭和15年）11月1日 - 見付町・中泉町・天竜村と合併して磐田町が発足。同日西貝村廃止。

## 交通

### 鉄道路線
鉄道省東海道本線が村域を通過していたが、駅は存在しなかった。